# 25521 Stevemorgan
25521 Stevemorgan (provisional designation: 1999 XH103) là một tiểu hành tinh vành đai chính. Nó được phát hiện bởi Nhóm nghiên cứu tiểu hành tinh gần Trái Đất phòng thí nghiệm Lincoln project ở Socorro, New Mexico ngày 7 tháng 12 năm 1999. Nó được đặt theo tên Steve Morgan, người cố vấn cho cuộc thi tìm kiếm tài năng khoa học Intel 2009.